# Lamina (Moose)
Die Lamina (Blattfläche) der Laubmoose ist im Gegensatz zu den Blattspreiten der Gefäßpflanzen eine meist nur aus einer Zellschicht bestehende Struktur, der eine Kutikula fehlt und die deshalb einen beidseitigen Gasaustausch ermöglicht. Die Form der Laminazellen dient als wichtiges Merkmal bei der Bestimmung der Moose.